# Viktoriin ostrov
Viktoriin ostrov (angl.: Victoria Island, fr. Île Victoria) leží v západní části Kanadského arktického souostroví. Je druhým největším ostrovem Kanady a osmým největším ostrovem světa (217 291 km²). Severozápadní třetina ostrova náleží k Severozápadním teritoriím, zbylé dvě třetiny k Nunavutu. Při sčítání lidu z roku 2001 žilo v nunavutské části 1 309 obyvatel a v severoteritoriální 398. Jedná se tak o nejřidčeji osídlený ostrov na světě s populací 1875 obyvatel činí hustota zalidnění 0.00835 ob./Km² ~ 119.7 Km²/1 ob. Jméno dostal ostrov po britské královně Viktorii. 